# Aniseres pallipes
Aniseres pallipes är en stekelart som beskrevs av Förster 1871. I den svenska databasen Dyntaxa används istället namnet Aniseres lapponicus. Aniseres pallipes ingår i släktet Aniseres och familjen brokparasitsteklar. Arten är reproducerande i Sverige. Inga underarter finns listade i Catalogue of Life.